# Kanzleiregel
Kanzleiregeln (Regulae cancellariae apostolicae) sind Rechtsquellen des mittelalterlichen Kirchenrechts. Es handelt sich um Rechtsgrundsätze, die die Geschäfte der päpstlichen Kanzlei normieren sollten. Sie wurden in einem Kanzleibuch eingetragen, das zwar auch als Liber cancellariae in Vereinfachung des ursprünglichen Titels liber regularum cancellariae bezeichnet wurde, das aber vom Liber provincialis und dem Liber cancellariae, die das Adressbuch der Kurie und die Formeln für Privilegien und litterae enthalten, zu unterscheiden ist. Ein Original ist nicht erhalten, wir kennen den Inhalt nur aus Abschriften und Zusammenstellungen, die Mitarbeiter der Kanzlei für ihre tägliche Arbeit angefertigt haben. Die ersten Kanzleiregeln entstanden in Italien während des 13. Jahrhunderts.

## Entstehung
Die Entwicklung der Kanzleiregeln war unsystematisch. Während der päpstlichen Zeit in Avignon wurden sie zunehmend systematisiert. Jeder Papst erließ unmittelbar nach seiner Wahl eine Kanzleiregel. Kanzleiregeln waren dabei nicht örtlich begrenzt oder einer höheren Jurisdiktion untergeordnet. Kanzleiregeln galten immer für die Zeit eines Pontifikates, der nachfolgende Papst orientierte sich zumeist stark an der Kanzleiregel seines Vorgängers, veränderte oder verwarf diese aber oftmals. Mit den Worten des Mediävisten Andreas Meyer stellen Kanzleiregeln „eine Art lebende Texte“ dar. Greifbar sind die Regeln seit Bonifaz VIII., seit Johannes XXII. sind sie ununterbrochen überliefert. Die Regeln wurden vielfach in Kopien verbreitet und wurden seit Paul II. gedruckt. Eine weitgehend vollständige Sammlung wurde von Michael Tangl 1984 herausgegeben; in Marburg arbeitete Andreas Meyer an einer Neuausgabe.

## Rechtsnatur
Die Kanzleiregeln dienten der Verwaltung des kirchlichen materiellen Vermögens und des immateriellen Kirchenschatzes. Ursprünglich waren Kanzleiregeln kein universeller Teil des Kirchenrechts, sondern hatten ihre Wurzeln in kanzleiinternen Bestimmungen für die formale Gestaltung der Papsturkunden, später wurden diese nach und nach erweitert und stellten universelle Bestimmungen auf, wie die päpstliche Kurie den Umgang mit geistlichen Privilegien, Benefizien, Indulten und Dispensen zu regeln hatte. Darin geordnet sind insbesondere die Reservationsrechte des Papstes bezüglich der Besetzung der Bistümer und bedeutenden Klöster. Zudem wurden die Präbenden in den Domstiften und anderen Stiften sowie die Pfründen von Kardinälen normiert.
Als Beispiel kann etwa eine Kanzleiregel von Papst Sixtus IV. dienen. Dessen Regel VII lautete: „Item reservavit omnia beneficia cubiculariorum et cursorum suorum“, verfügte also die Reservation aller Benefizien der päpstlichen Kubikulare und Boten.
Wenn der Papst mit einem Fürsten ein Konkordat abgeschlossen hatte, waren dessen Bestimmungen gegenüber den Kanzleiregeln vorrangig. Seit dem 15. Jahrhundert wurden die Kanzleiregeln als „Regulae, ordinationes et constitutiones cancellariae apostolicae“ (Regeln, Verordnungen und Bestimmungen der apostolischen Kanzlei) bezeichnet. Ab diesem Zeitpunkt entstanden zudem zahlreiche rechtswissenschaftliche Kommentare zu diesen Rechtsquellen. Als Beispiel hierfür mag die kommentierte Kanzleiregel 16. von Benedikt XII. dienen; zunächst die Regel: „Item ordinavit, quod in litteris gratiarum expectationum de dignitatibus, personatibus vel officiis non ponatur aliqua summa, nisi supplicans poneret responsione“, sodann der anonyme Kommentar zu dieser Kanzleiregel: „Ista regula habet locum, quando petitur in ecclesia dumtaxat et non ad collationem alicuius, quia tunc poneretur summa, etiam si haberet in ecclesia cathedrali vel extra“.